# 藤原宣夫
藤原 宣夫（ふじわら のぶお、1959年 - ）は、日本の造園学者。環境学者。大阪府立大学大学院生命環境科学研究科 緑地環境科学専攻教授。日本緑化工学会監事。応用生態工学会理事。日本造園学会理事・造園技術報告集委員会委員長。環境情報科学研究センター企画委員。環境アセスメント学会評議員。こども環境学会編集委員会校閲部会委員。公園財団研究顧問。大江緑道地域づくりネットワーク会議座長（国土交通省中部地方整備局木曽川下流工事事務所）。関西電力株式会社エネルギー懇話会委員。国土環境緑化協会連合会アドバイザー。博士（学術）（千葉大学）。技術士建設部門。秋田県生まれ。
各種委員は岐阜ファミリーパーク再整備検討委員会委員長、堺市緑の政策審議会部会委員、指定管理者選定委員会委員、岐阜ファミリーパーク宝くじ遊園審査委員会委員ほか、多数。国土技術政策総合研究所環境研究部緑化生態研究室長から愛知県に建設部公園監として出向中に博士の学位を取得し教育界に転身。岐阜県立国際園芸アカデミーの環境コース教授（2006年）を経て、大阪府立大学教授に就任（2011年）、現在に至る。専門は造園学、研究テーマは、外来植物の駆除、在来植物保全による植生景観の再生、文化的景観の保全、緑化関係技術の開発（街路樹、斜面緑化、水辺緑化）など。

## 経歴
1982年、千葉大学園芸学部環境緑地学科卒業。1982年、建設省（現国土交通省）入省。国営みちのく杜の湖畔公園工事事務所長、国土技術政策総合研究所緑化生態研究室長、愛知県建設部公園監などを歴任。退職するまでに、つくばの研究所や全国各地の国営公園事務所に勤務した。
研究所では、都市公園や街路樹などの緑化関連技術のほか、環境保全技術の開発に従事した。建設に係わった国営公園にはみちのく杜の湖畔公園のほかには、淀川河川公園、海の中道海浜公園、木曽三川公園がある。
2005年 博士号取得（千葉大学）、日本緑化工学会論文賞受賞。2006年、国土交通省退職。
2006年から岐阜県立国際園芸アカデミー・環境コース教授。2011年から大阪府立大学教授。国際園芸アカデミー客員教授。

## 著書
- 未来につなぐビオトープ施工技術  2012 木呂子 豊彦 （監修）, 藤原 宣夫
- 都市に水辺をつくる―環境資源としての水辺計画 （都市の環境デザインシリーズ）  1999